# Rue Charles-Nodier

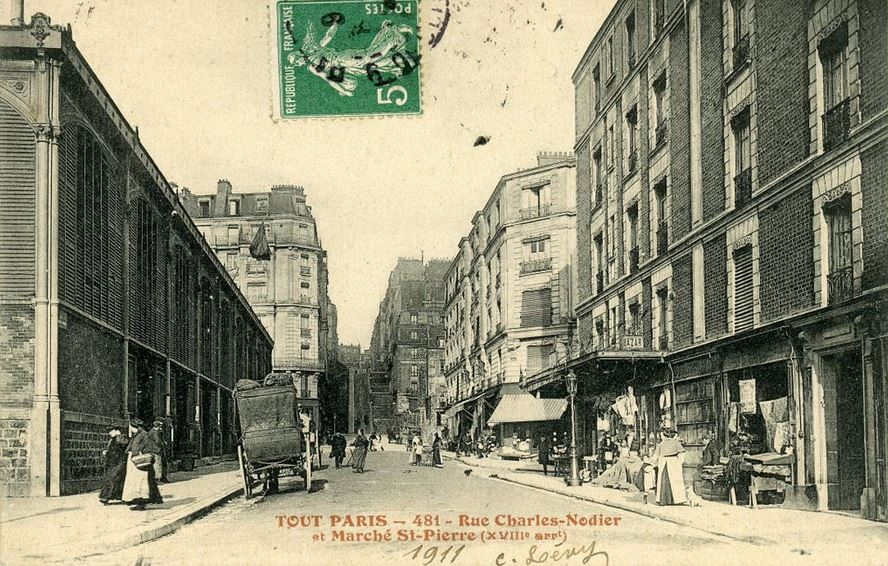
Paris, la rue Charles-Nodier en 1911

La rue Charles-Nodier est une voie située au bas de la butte Montmartre dans le quartier de Clignancourt du 18e arrondissement de Paris, en France.

## Situation et accès
La rue Charles-Nodier est desservie par la ligne 4 à la station Château Rouge.

## Origine du nom

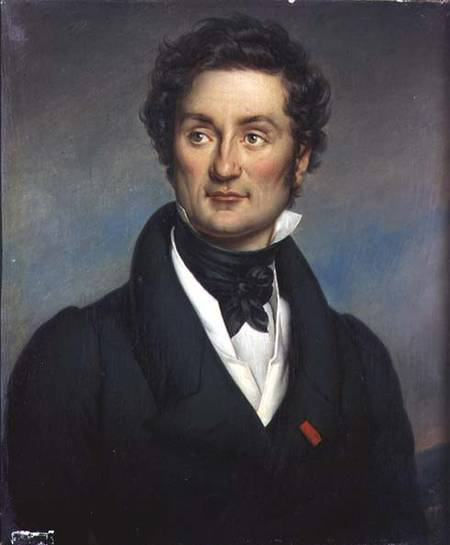
Charles Nodier.

La rue rend honneur à Charles Nodier (1780-1844), écrivain, romancier et académicien.

## Historique
Ouverte par décret du 11 août 1867, cette voie prend son nom actuel en 1875.

## Bâtiments remarquables et lieux de mémoire
- La rue longe l'arrière de la Halle Saint-Pierre et débouche sur le square Louise-Michel.
- No 8 : Ici en 1918, au 2e par l'escalier droite se trouvait le salon de Mme Flamant, mariages, toutes situations tel: Nord.71.96[1]